# Basilides Sándor
Basilides Sándor (Balassagyarmat, 1901. február 23. – Budapest, 1980. május 25.) magyar festőművész, grafikus, gobelintervező, művészpedagógus.

## Élete

### Családi háttere
Édesapja dr. Basilides Barna állami közjegyző volt. Édesanyja Koreny Jolán. A Basilides-ősök földbirtokosok és nemesek voltak Gömör megyében, Nagyapja Jolswa városának polgármestere. A Basilides család sok tagja művész, például : Basilides Mária, Basilides Barna, Basilides Ábris, Basilides Zoltán, Basilides Bálint, Basilides Aliz, Érsek Mária. Tamási Áron apósa.

### Életrajz
1920 és 1928 Országos Magyar Királyi Képzőművészeti Főiskola festőművész szakán tanult, mesterei voltak: Balló Ede és Rudnay Gyula. 1924-től 1928-ig mint tanársegéd dolgozott Baranski E. László mellett. 1925-ben olaszországi tanulmányutat tett testvérével, Basilides Barnával és belépett a Spirituális Művészek Szövetségébe. 1928-ban megnősült, Gergelyi Alice-t vette feleségül. 1930-tól több egyesületbe is belépett: Benczúr Társaság, Céhbeliek, Kupeczky Társaság, Magyar Képzőművészek Egyesülete. 1936-tól 1938-ig a budapesti Iparrajziskola ideiglenes tanára volt, gobelin-tervezést, házi-szövést tanított. 1939–1940-ben a Római Magyar Akadémia ösztöndíjasa volt, 1940-től vezette a Budapesti Fővárosi Gobelin-szövőt. 1942 és 1968 között a Képző- és Iparművészeti Gimnázium rendes tanára volt, 1953-tól a Pedagógus Képzőművészeti Stúdió és a Vörösberényi Pedagógus Művésztelep tagja. 1968-ban vonult nyugdíjba.

## Egyéni kiállítások
- 1933 Ernst Múzeum, Gyűjteményes kiállítás, Budapest
- 1941 Műbarát, Budapest
- 1967 Válogatott művek, Palóc Múzeum, Balassagyarmat
- 1967 Ferencvárosi Pincetárlat, Budapest
- 1971 Gyűjteményes kiállítás Miskolci Galéria, Miskolc
- 1983 Emlékkiállítás Balatoni Galéria, Balatonfüred.
- 2007 Magyar Alumíniumipari Múzeum, Székesfehérvár

## Csoportos kiállítások
- 1924 Téli tárlat, Jókai Egyesület Múzeuma, Komárom
- 1925 Felvidéki művészek kiállítása, Jókai Egyesület Múzeum, Komárom
- 1926 Műcsarnok, Angol-Magyar kiállítás, Budapest;
- 1926 Tavaszi szalon, Budapest
- 1926 Mohács emlékezete, Ernst Múzeum, Budapest
- 1926 Egyházművészeti kiállítás Nemzeti Szalon, Budapest
- 1927 Magyar táj- és életkép kiállítás, Műcsarnok, Budapest
- 1927 A Spirituális Művészek Társaságának kiállítása, Budapest
- 1928 Tavaszi kiállítás Műcsarnok, Budapest
- 1928 Csoportkiállítás Ernst Múzeum, Budapest
- 1928 Tavaszi Szalon, Benczúr Társaság, Budapest
- 1929 Tavaszi kiállítás, Műcsarnok, Budapest
- 1930 Egyházművészeti kiállítás Nemzeti Szalon, Budapest
- 1930 Tavaszi kiállítás, Műcsarnok, Budapest
- 1931 Tavaszi kiállítás, Műcsarnok, Budapest
- 1932 Budapest Székfőváros Közönsége gyűjteményéből, Budapest
- 1932 Munkácsy-céh kiállítása, Ernst Múzeum, Budapest
- 1933 Nemzeti Képzőművészeti Kiállítás, Műcsarnok, Budapest
- 1933 A Magyarság lapkiadó karácsonyi képzőművészeti kiállítása, Budapest
- 1934 Céhbeliek jubiláris kiállítása Nemzeti Szalon, Budapest
- 1934 II. Nemzeti Képzőművészeti Kiállítás, Műcsarnok, Budapest
- 1934 A Képzőművészek Egyesületének jubiláris kiállítása, Műcsarnok, Budapest
- 1935 III. Nemzeti Képzőművészeti Kiállítás, Műcsarnok, Budapest
- 1935 Munkácsy-céh VIII. Reprezentatív kiállítása, Nemzeti Szalon, Budapest
- 1935 Nyolc festő, nyolc szobrász, Nemzeti Szalon, Budapest
- 1936 Az Országos Magyar Képzőművészeti Társulat 75 éves, Műcsarnok, Budapest
- 1936 Nyolc festő, nyolc szobrász, Nemzeti Szalon, Budapest
- 1936 Exposition Européenne, Párizs
- 1937 IV. Nemzeti Képzőművészeti Kiállítás, Műcsarnok, Budapest
- 1937 Képek és szobrok a Magyar, Szentföldi Múzeumban, Budapest
- 1938 Szent István kiállítás / 1038 – 1938 / Műcsarnok, Budapest
- 1938 Őszi kiállítás Műcsarnok, Budapest
- 1939 Varsói művészek kiállítása, Budapest
- 1939 V. Nemzeti Képzőművészeti Kiállítás, Kassa
- 1940 Tavaszi tárlat Műcsarnok, Budapest
- 1940 A Magyar művészetért, Műcsarnok, Budapest
- 1940 A gyerek a képzőművészetben, Műcsarnok, Budapest
- 1941 Művészeti hetek Komárom, Pécs, Ungvár
- 1941 A Képzőművészeti Társaság 80 éves fennállása, Műcsarnok, Budapest
- 1941 Téli kiállítás, Műcsarnok, Budapest
- 1942 Komáromi Művészi Hetek, Komárom
- 1942 Mai művészek önarcképei, Tamási Galéria, Budapest
- 1942 A Magyar művészetért, Műcsarnok, Budapest
- 1942 Őszi tárlat Műcsarnok, Budapest
- 1943 A Magyar képzőművészetért, Műcsarnok, Budapest
- 1943 Téli kiállítás, Műcsarnok, Budapest
- 1944 Tavaszi tárlat Műcsarnok, Budapest
- 1944 A Székesfővárosi Képtár jubiláris kiállítása, Budapest
- 1945 Képzőművészetünk újítói. Nagybányától napjainkig, Székesfővárosi Képtár, Budapest
- 1947 II. Szabad Nemzeti Kiállítás Fővárosi Képtár, Budapest
- 1948 Képzőművészeti, Iparművészeti és Fotókiállítás Fővárosi Képtár, Budapest
- 1950 Pedagógus képzőművészek kiállítása Műcsarnok, Budapest
- 1957 Tavaszi tárlat Műcsarnok, Budapest
- 1957 A vörösberényi művésztelep kiállítása Kisfaludy Kultúrotthon, Veszprém
- 1976 Magyar Alumíniumipari Múzeum, Székesfehérvár
- 1991 XX. századi kiállítás, Magyar Nemzeti Galéria, Budapest
- 1992 Az expresszionizmus után, Realizmus és Tárgyiság Szombathelyi Képtár
- 1994 Biblia aranykeretben, Zsinagóga, Zalaegerszeg
- 1999 Búcsú a XX. századtól, Magyar Nemzeti Galéria, Budapest
- 2000 XIX-XX. századi magyar Krisztus-ábrázolások, Magyar Intézet Róma
- 2002 Ernst Lajos a gyűjtő és gyűjteménye, Ernst Múzeum, Budapest
- 2002 Elfeledett évtized 1939-1949 Ernst Múzeum, Budapest

## Társasági tagság
- Spirituális Művészek Társasága
- Benczúr Társaság
- Céhbeliek
- Kupeczky Társaság
- Magyar Képzőművészek Egyesülete
- Pedagógus Képzőművészeti Stúdió
- Vörösberényi Pedagógus Művésztelep

## Díjak
- 1924 Komáromi Jókai Egyesület Szépművészeti Osztályának ezüstérme
- 1928 Szent Ferenc pályázat dicsérő oklevele
- 1932 Szent Ferenc-díj
- 1936 Társadalmi Egyesület Szövetségi Díja
- 1937 Balló Ede-díj
- 1939 New York-i Világkiállítás Dicsérő Oklevele a dekorációs anyagért
- 1955 Munka Érdemrend
- 1962 Kiváló tanár

## Tanítványok
- Decsi Ilona
- Fabók Gyula
- Schmal Károly
- Grandics Gizi
- Gacs Gábor
- Pecsenke József